# Sierra de Yeguas
Sierra de Yeguas település Spanyolországban, Málaga tartományban. Sierra de Yeguas Fuente de Piedra, Antequera, Campillos, Martín de la Jara, Pedrera és La Roda de Andalucía községekkel határos. Lakosainak száma 3452 fő (2024).

## Népesség
A település népessége az elmúlt években az alábbi módon változott:
| Lakosok száma | 3237 | 3299 | 3487 | 3566 | 3517 | 3444 | 3363 | 3346 | 3393 | 3452 |
|               | 2001 | 2004 | 2007 | 2009 | 2012 | 2014 | 2017 | 2019 | 2022 | 2024 |